# Maurice Fontaine (homme politique)
Pour les articles homonymes, voir Maurice Fontaine et Fontaine.
Maurice Fontaine, né le 20 septembre 1919 à Aigues-Mortes et mort le 2 janvier 2015 dans la même ville, est un homme politique français.

## Famille
Fils d'un viticulteur, il est le frère de l'avocat et auteur régionaliste Marcel Fontaine. Époux d'Augusta Inginoux, il a deux enfants : Noëlle et Jean.

## Biographie
Viticulteur de profession, il est d'abord élu maire d'Aigues-Mortes (1965); il est battu par Sodol Colombini aux municipales de 1977. Suppléant de Suzanne Crémieux aux sénatoriales de 1971, il lui succède à son décès en 1976. Il siège au groupe de la Gauche démocratique et à la commission des affaires culturelles. Il ne se représente pas au renouvellement de 1980.